# Mimotriammatus
Mimotriammatus is een kevergeslacht uit de familie van de boktorren (Cerambycidae). De wetenschappelijke naam van het geslacht werd voor het eerst geldig gepubliceerd in 1972 door Breuning.

## Soorten
Mimotriammatus is monotypisch en omvat slechts de volgende soort:
- Mimotriammatus nigrosignatus Breuning, 1972